# Outel Bono
Outel Bono, né en 1934 à Fort-Archambault et mort assassiné le 26 août 1973 à Paris, est un médecin et homme politique tchadien .

## Biographie
Outel Bono est né le 8 décembre 1934 dans le district de Fort-Archambault (Afrique-Équatoriale française), dans le sud du Tchad.
« Outel Bono arrive en France en 1945 à l’âge de 11 ans. Il suit de brillantes études secondaires de Bordeaux à Périgueux, en passant par Cahors. C’est dans cette ville qu’il rencontre, en 1952, Nadine Dauch. Sept ans plus tard elle l’épousera pour devenir Nadine Bono. Trois enfants naîtront de cette union : Mariame, Daimane et Tarik. Entre-temps, en 1953, il est admis à la faculté de médecine de Toulouse. Très vite, Outel milite à la Fédération des étudiants d'Afrique noire en France (FEANF). Cette association était autant un syndicat étudiant, qui pouvait aider à obtenir une bourse ou un logement, qu’un cercle de réflexion politique sur l’avenir de l’Afrique ».
Il adhère au Parti africain de l'indépendance (PAI) en 1957. Peu après, il va au Tchad durant ses vacances où multiplie les conférences, dans plusieurs villes, pour sensibiliser le peuple à la décolonisation. Il commence ainsi « à gêner l’administration coloniale française ».
Outel Bono effectue son internat en Tunisie de 1959 à 1961 où il noue des contacts avec des nationalistes algériens. Durant ces années, il se rend en Chine avec la FEANF « et restera marqué par l’expérience maoïste qu’il estime un exemple à suivre pour l’Afrique. »
« Deux ans après l'indépendance du Tchad, le 11 août 1960, il est le premier médecin tchadien diplômé en France à rentrer au pays, le 1er août 1962. Le deuxième arrivera huit jours plus tard. Tous deux travaillent à l’hôpital central de Fort-Lamy (aujourd’hui N’Djamena) mais sont très vite confrontés au mépris et au racisme des médecins militaires français. Face aux menaces des deux diplômés de travailler à leur compte, ils sont intégrés par décret à la fonction publique le 20 février 1963. »
Dès son retour au Tchad en 1962, il critique « publiquement les dérives autoritaires du régime de François Tombalbaye, ce qui lui vaut d’être incarcéré à plusieurs reprises ».
Outel Bono, après avoir été contacté (comme d'autres diplômés rentrés de France) par François Tombalbaye, président du Tchad, pour « préparer le congrès de Fort-Archambault de janvier 1963 ». Ce congrès doit permettre de transformer le « Parti progressiste tchadien (PPT) en parti unique, alors qu'Outel rêverait d’un "parti de l’unité". Il comprend vite qu’il a été manipulé ».
Le 24 mars 1963, il est arrêté pour « complot contre la sûreté de l’Etat », avec une vingtaine d’autres personnalités politiques. « Il est condamné à mort à la suite d’une parodie de procès à huis clos, où aucune preuve contre lui n’est apportée. Son épouse Nadine alerte l’opinion internationale et mène une campagne avec le Parti communiste français. Sa peine est commuée en détention à perpétuité avant qu’il ne soit finalement libéré en 1965 à l’occasion du 5e anniversaire de l’indépendance ».
« Entre 1965 et 1969, il exerce son activité de médecin, d’abord à Abéché (Est du Tchad) puis à Fort-Lamy. En le nommant directeur de la santé publique, François Tombalbaye cherchait vraisemblablement à acheter le silence de l’opposant. Au lieu de ça, Bono continue de militer. Il jette les bases d’un programme politique : rejet des structures économiques et administratives héritées de l’époque coloniale, réforme de la politique cotonnière, formation de cadres tchadiens, indépendance de la presse, liberté d’association, etc. Marxisant depuis sa jeunesse, Outel Bono partage un certain nombre des orientations formulées au moment de sa création par le Frolinat (Front de libération nationale du Tchad), mouvement rebelle d’opposition. S’il se démarque du mouvement par son rejet de la violence politique, il entretient des relations avec certains dirigeants du Frolinat. Cette proximité ne fait que renforcer la méfiance de François Tombalbaye à l’égard du médecin, étroitement surveillé par les services de renseignement du régime après le procès de 1963 ».
En juin 1969, il est de nouveau arrêté et condamné à cinq ans d’emprisonnement pour "diffamation, propos excitant à la sédition, atteinte à la sureté intérieure et extérieure de l’État". Cette arrestation a lieu au lendemain d'un congrès où il tient des propos questionnant le niveau de vie du paysan tchadien et durant lequel les orateurs ont dénoncé les travers du régime.
« En juillet 1972, Outel Bono décide de s’exiler en France. Avec une poignée de fidèles, il veut lancer depuis Paris un nouveau parti d’opposition, le Mouvement démocratique de rénovation tchadienne (MDRT), conçu comme une sorte de troisième voie entre le parti unique au pouvoir et le Frolinat. Selon certains témoignages, plusieurs cadres de la rébellion lui auraient d’ailleurs manifesté leur intention de quitter le mouvement armé pour rejoindre le MDRT ». Il est rejoint en France par sa famille quelques mois plus tard.
Pour l'historien tchadien Arnaud Dingammadji, Outel Bono est alors « l'adversaire politique le plus redouté » du régime. Pour l'historien français Jean-Pierre Bat, « il proposait en fait une solution politique qu’on appellerait une troisième voie entre la guerre et la rébellion ». Cette solution politique est présentée dans un manifeste distribué aux médias le vendredi 24 août 1973, trois jours avant une conférence de presse prévue pour présenter le nouveau parti d'opposition. Cette conférence de presse est prévue le jour où un congrès initié par Tombalbaye doit commencer et durer 3 jours : ce congrès a pour but de créer un nouveau parti pour remplacer le PPT.
Le 26 août, vers 9h30, Outel Bono est tué de deux balles de revolver en montant dans sa voiture, une Citroën DS à Paris, rue de la Roquette, une rue parallèle à la rue Sedaine où il habite. L'assassin s'enfuit en 2 CV. Sa femme, arrivée par avion, sera « chaperonnée » durant huit jours par les époux Bayonne qui l'empêche de communiquer avec l'extérieur. Nadine Bono parvient néanmoins à contacter Me Kaldor, l'avocat de son mari. Le porte-document de Bono a disparu et son appartement a été perquisitionné en l'absence de Nadine Bono.
Alain Bernard, le juge chargé du dossier retient la thèse d'un crime passionnel puis est promu en Corse. Il est remplacé par le juge Pinsseau. Un Tchadien, au service des Bayonne, aurait voulu parler. Il meurt d'une « diarrhée ». Thierry Desjardins, journaliste au Figaro, révèle qu'il tient de Hissène Habré que le commandant Galopin, adjoint du colonel Gourvenec, responsable du SDECE à Fort-Lamy, lui aurait avoué l'identité de l'assassin. Ce serait un certain Jacques Bocquel, agent du SDECE, anciennement au service de Bokassa en Centrafrique. Ce Bocquel est interrogé par la police, mais le juge traîne, refuse confrontations et vérifications et conclura finalement par un non-lieu le 20 avril 1982. Nadine Bono va jusqu'en cassation, mais son pourvoi est rejeté. Elle est condamnée à payer les frais de justice au prétexte « qu'elle n'a pas pu prouver qu'il s'agissait d'un assassinat. »

## L'enquête sur le meurtrier d'Outel Bono
Le 31 août 1973, une habitante de la rue de la Roquette, où est tué Outel Bono, est auditionnée par les policiers de la brigade criminelle. Elle explique avoir vu un homme monter dans une 2CV, démarrer très rapidement et emprunter un passage en sens interdit. Son mari décrit l'individu comme un homme à peau blanche, aux cheveux bruns, vêtu de couleur neutre, gris sombre peut-être, d'environ une trentaine d'années et mesurant 1,65 à 1,70m.
« Au moment des faits, la femme d’Outel Bono, Nadine, se trouve à Castelsarrasin près de Toulouse. C'est Henri Bayonne, ce proche du docteur, ancien membre des services secrets de la France libre (BCRA), qui va organiser le jour même son retour à Paris. Les policiers chargés de l’enquête vont d’ailleurs perquisitionner l'appartement des Bono rue Sedaine en son absence. Ils y trouvent plusieurs manuscrits à caractère politique. Le porte document d'Outel Bono a disparu. »
« C’est seulement au lendemain de la mort du médecin tchadien que plusieurs membres de son entourage sont auditionnés par la brigade criminelle de la Direction de la police judiciaire. La première personne à être entendue est » sa femme. « Elle explique qu’il ne lui parlait guère de ses activités politiques étant donné qu’elle y était opposée ». Mais elle pense tout de même que son mari a été tué pour des raisons politiques.
Henri Bayonne, l’une des dernières personnes à avoir vu Outel Bono vivant, « indique avoir fait la connaissance du médecin tchadien début 1972 à Fort-Lamy (N’Djamena) via un ami. Il explique qu’à ce moment-là, il était chargé de mission à la présidence tchadienne. Mais leur rapprochement s’est véritablement fait cinq mois avant l’assassinat ».
Henri Bayonne oriente l’enquête dans une mauvaise direction « indiquant que le meurtrier du docteur Bono pourrait être un ressortissant tchadien du nom de Daubian, demeurant à l'hôtel Lafayette, sans autre précision ». Il précise seulement obtenir ce renseignement de Nadine Bono. Le 28 août, les policiers « se rendent donc à l'hôtel Lafayette mais selon la réceptionniste qui était en poste ce jour-là, il n'a pas quitté l'hôtel avant 14 heures alors que le crime s’est déroulé entre 9 h 15 et 9 h 30. Cet homme est très vite innocenté ».

### Deux arrestations au Tchad
Le 13 janvier 1975, une dépêche de l'agence Reuters indique que le président tchadien « a accusé lundi un certain colonel Bayonne, un Arabe non identifié et deux Tchadiens d'être les auteurs de l'assassinat du Dr Outel Bono. […] Deux auteurs tchadiens sont gravement impliqués : il s'agit de Diguimbaye, président directeur général de la banque de développement du Tchad, et de Mahamat Outman, entrepreneur à N'Djamena. Le cerveau est un certain colonel BAYONNE et le bras qui a tué, un Arabe. »
« Deux jours après dans un courrier classé "confidentiel" le ministre tchadien des Affaires étrangères Abdoul Boukar Nanasbaye adresse une correspondance au ministre français de l’Intérieur en ces mots. "J’ai l'honneur de vous faire savoir que les complices tchadiens dans l'assassinat du docteur Outel Bono, le 26 août 1973 à Paris, viennent d'être appréhendés. Il s'agit des compatriotes : Diguimbaye directeur de la banque tchadienne de développement et Mahamat Outman entrepreneur en bâtiment. Je tiens à vous préciser que la police tchadienne est prête à accueillir à N’Djamena la police française au cas où celle-ci désirerait poursuivre son enquête sur cet assassinat". »
« Les autorités françaises n’ont pas donné suite à cette proposition de coopération… [...] L’enquête révèle qu’une jeune camerounaise du nom de Madeleine M., qui connait Georges Diguimbaye, raconte qu’il lui aurait avoué être à l'origine de l'assassinat du Dr Bono. Des confidences immédiatement portées au président Tombalbaye. Mais trois mois plus tard, le 13 avril, François Tombalbaye est renversé. Il est assassiné lors de ce coup d’État. Les deux suspects tchadiens sont libérés dans leur pays. Ils séjournent ensuite en France et sont appréhendés par la police. »

### Le rôle de Camille Gourvennec et Claude Bocquel
À partir de 1962, le français Camille Gourvennec dirige le Bureau de coordination et de synthèse du renseignement (BCSR) situé au Tchad. Cette structure permet à la France de maintenir son influence dans la région tandis que Gourvennec gagne la confiance du président tchadien. Vers 1970, le BCSR est remplacé par « le Centre de Coordination et d'Exploitation du Renseignement (CCER), qui est de fait la police politique de François Tombalbaye ». Camille Gourvennec « sert sous contrat tchadien et semble s’émanciper de l’autorité de Paris ».
Pour l’historien Jean-Pierre Bat, « il incarne plus ses propres intérêts que ceux d’un État – tout en maîtrisant parfaitement ces logiques régaliennes. Tantôt considéré comme un atout, tantôt comme un intrigant indésirable et gênant, Gourvennec s’impose comme l’intermédiaire indispensable par excellence, qui tire sa légitimité de la confusion des genres ». « À ses côtés, au sein de l’appareil sécuritaire tchadien, l’officier peut compter sur le capitaine Pierre Galopin et l’adjudant-chef Albert Gélino ».
En avril 1975, Hissène Habré, un des chefs rebelles du Front de libération nationale du Tchad confie au journaliste Thierry Desjardins que l’officier français Pierre Galopin a avoué, lors de son procès, être « le numéro deux des services de renseignement de Tombalbaye ». « Il a aussi révélé que l’assassin d’Outel Bono à Paris était un certain Léon Hardy, un Français ancien garde du corps de Bokassa [qui dirige la Centrafrique de 1966 à 1979] et ami personnel de Gourvennec. » Le lundi 5 mai 1975, un article publié dans Le Figaro révèle le nom de Léon Hardy. En décembre 1977, la police retrouve, dans le sud de la France, la personne qui se cache sous ce pseudonyme : un certain Claude Bocquel.
« Les enquêteurs découvrent chez lui un revolver de calibre 9mm, une correspondance avec Camille Gourvennec et la preuve qu’il a été propriétaire d’une Citroën 2 CV. Ils apprennent également que, début 1974, il a reçu une somme de 200 000 francs pour acheter sa villa ».
Claude Bocquel nie en bloque tout en précisant que « si Gourvennec lui avait demandé, avec l’autorisation des services officiels français, de supprimer Outel Bono, il l’aurait fait. Bocquel assure par ailleurs avoir un alibi : le 26 août 1973, il affirme qu’il gérait son bar, le Splendid Bar installé dans un quartier chaud d’Avignon. Il assure aussi qu’il avait cessé à l’époque toute relation avec le commandant Gourvennec ». « Peu après, les enquêteurs retrouvent Jacky, la barmaid qui travaillait à l’époque avec lui. Son témoignage est troublant : elle fait état d’une communication téléphonique, durant la deuxième quinzaine d’août 1973, après laquelle « il semblait comme un fou ». Dans les jours qui suivent, l’épouse de Bocquel le remplace au bar. Jacky ne revoit plus son patron dans les derniers jours du mois d’août 1973. Elle s’entend même dire par la femme du patron qu’il n’y a plus de travail dans l’établissement et qu’il va fermer. Selon l’historien Jean-Pierre Bat, « c’est cet homme, devenu agent du CCER, qui est identifié comme le tueur d’Outel Bono au terme de l’enquête de police ».
Malgré de nombreux éléments, Bocquel n’est pas inquiété. Gourvennec pas plus. « Le 20 avril 1982, malgré les efforts de Nadine Bono et de son avocat Pierre Kaldor, un non-lieu est prononcé au terme d’une procédure judiciaire interminable. Estimant que toutes les vérifications n'avaient pas été faites et dénonçant le manque d'empressement de la police dans l'enquête, Nadine Bono fait appel devant la Cour de cassation. Et pour cause, aucune confrontation entre Bocquel et les témoins de l’assassinat a eu lieu. Les empreintes relevées dans la voiture d’Outel Bono n’ont pas été comparées à celles du principal suspect.
Le 10 décembre 1983, l’affaire est définitivement enterrée, la Cour de cassation juge le pourvoi irrecevable. L’enquête s’arrête définitivement au bout de dix ans d’investigations et n’aura pas permis d’arrêter le ou les assassins d’Outel Bono ». 